# İstiklal Caddesi
İstiklal Caddesi o Viale Istiklal (in turco İstiklâl Caddesi, "Viale Indipendenza"; storicamente in francese Grande Rue de Péra, e in italiano Gran via di Pera) è una delle più famose strade di Istanbul in Turchia, frequentata da circa tre milioni di persone al giorno. Ubicata nello storico distretto di Beyoğlu (Pera), è un'elegante zona pedonale lunga all'incirca tre chilometri, sulla quale si affacciano boutique, negozi di dischi, librerie, gallerie d'arte, cinema, teatri, bar, pub, night club con musica dal vivo, pasticcerie e ristoranti.

## Storia

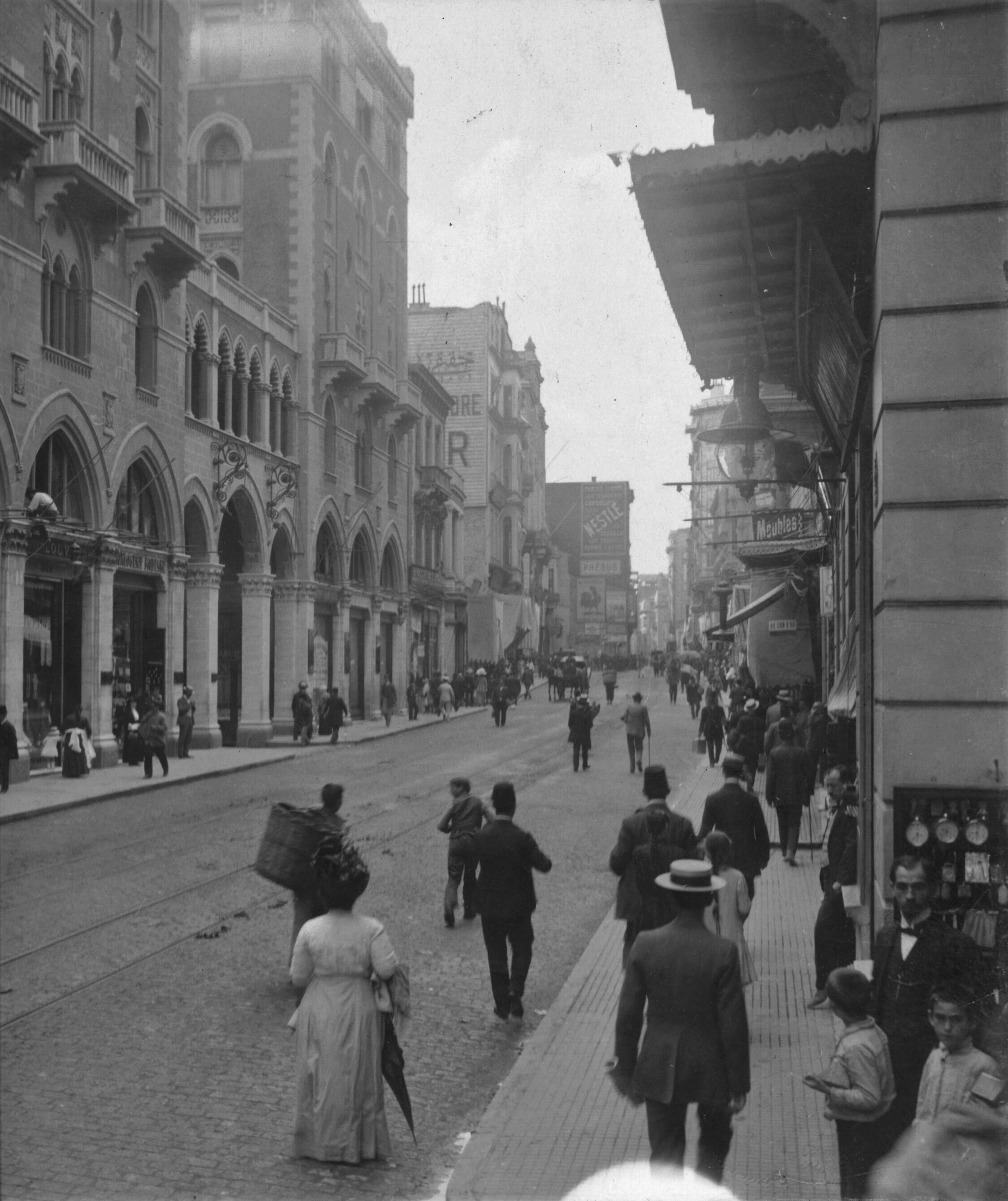
Rue de Pera nel 1912.

La strada parte dalla zona di Pera adiacente al quartiere di Galata e termina nella moderna Piazza Taksim accanto alla Moschea di Taksim. La strada è fiancheggiata da palazzi di architettura tardo-ottomana (in gran parte edificati fra il XIX e l'inizio del XX secolo), ma anche neoclassica, neogotica, art nouveau e della Prima architettura nazionale turca (Birinci Millî Mimarî Akımı). Vi si affacciano anche alcuni edifici Art déco risalenti ai primi anni dell'istituzione della Repubblica Turca oltre ad un certo numero di edifici di architettura moderna.
Al centro del viale si trova la Piazza Galatasaray e il Liceo Galatasaray, uno dei migliori istituti di istruzione fondati in Turchia ai tempi dell'Impero ottomano.
Verso l'estremità meridionale del viale, è possibile vedere la seconda più antica stazione della metropolitana interrata al mondo, chiamata Tünel. Entrata in servizio nel 1875, essa collega la strada (in alto) con il quartiere di Karaköy situato in basso.
Il viale - un tempo cosmopolita  - è circondato da una serie di edifici storici e politicamente significativi, come il Çiçek Pasajı dove si trovano piccoli ed intimi ristoranti, il Balik Pazari, le chiese cattoliche di Santa Maria Draperis e Sant'Antonio di Padova, la greco-ortodossa chiesa di Haghia Triada, la chiesa armena Üç Horan (tra le altre), diverse sinagoghe e moschee. Esistono altresì diverse istituzioni accademiche create da varie nazioni europee, come Austria, Francia, Germania e Italia nel XIX secolo e consolati (ambasciate prima del 1923) di varie nazioni tra cui Francia, Grecia, Paesi Bassi, Russia, Spagna, Svezia e Regno Unito.
Durante il periodo Ottomano, la strada si chiamava Cadde-i Kebir (Grande Viale) ed era punto d'incontro degli intellettuali ottomani, divenendo un centro di interesse per gli stranieri provenienti dai paesi europei e per i levantini francesi ed italiani residenti a Costantinopoli che la chiamavano Grande Rue de Péra. Quando nel XIX secolo i viaggiatori stranieri si riferivano a Costantinopoli chiamandola Parigi dell'Est, essi si riferivano a Pera e alla sua Grand Rue (İstiklal Caddesi), con la sua cultura europea. Con la proclamazione della Repubblica Turca il 29 ottobre 1923, il nome del viale venne cambiato in İstiklal (Indipendenza) per commemorare il trionfo della Guerra d'indipendenza turca.
Nel settembre 1955, durante il Pogrom d'Istanbul contro i Greci d'Istanbul, il viale venne saccheggiato in una notte, rimanendo interamente coperto di pezzi di vetro, vestiti, elettrodomestici fracassati, automobili bruciate e altri beni, tutti appartenenti ai negozi distrutti.

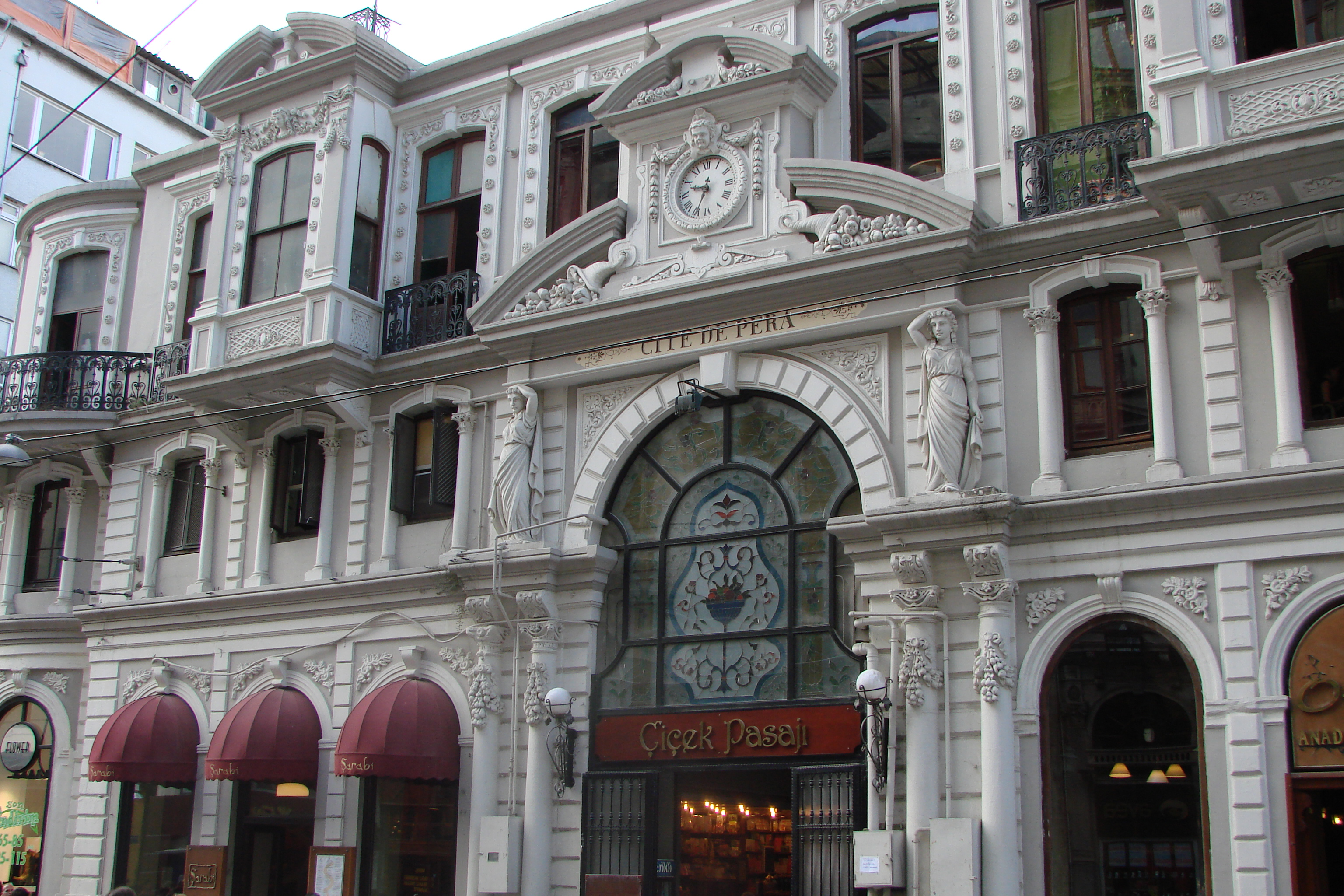
Çiçek Pasajı (Passaggio dei fiori), nota anche con il suo nome francese Cité de Péra, è uno dei tanti palazzi storici che si affacciano sul viale.

Il viale, in tempi brevi, cadde in disgrazia negli anni 1970 e 1980, ed i suoi abitanti si spostarono in altre zone della città, e le sue strade laterali - allora stereotipate con i loro bar e bordelli - si popolarono presto di immigrati dalle zone rurali dell'Anatolia. Tuttavia, durante la fine degli anni 1980 e all'inizio degli anni 1990, ebbe luogo un processo di ripristino con il restauro degli edifici storici, la realizzazione di nuovi marciapiedi e la pedonalizzazione completa e la rimessa in servizio dei tram storici. Questi interventi hanno riportato il viale al suo fascino e alla popolarità primitiva. Oggi İstiklal, ancora una volta, è diventato il centro delle belle arti e per il tempo libero a Istanbul, con il risultato che le quotazioni degli immobili sono andate alle stelle. Oggi esistono numerose gallerie d'arte, librerie, caffè, pub, ristoranti, negozi e alberghi. L'intero viale ospita numerosi festival d'arte internazionali, come ad esempio l'annuale International Istanbul Film Festival.

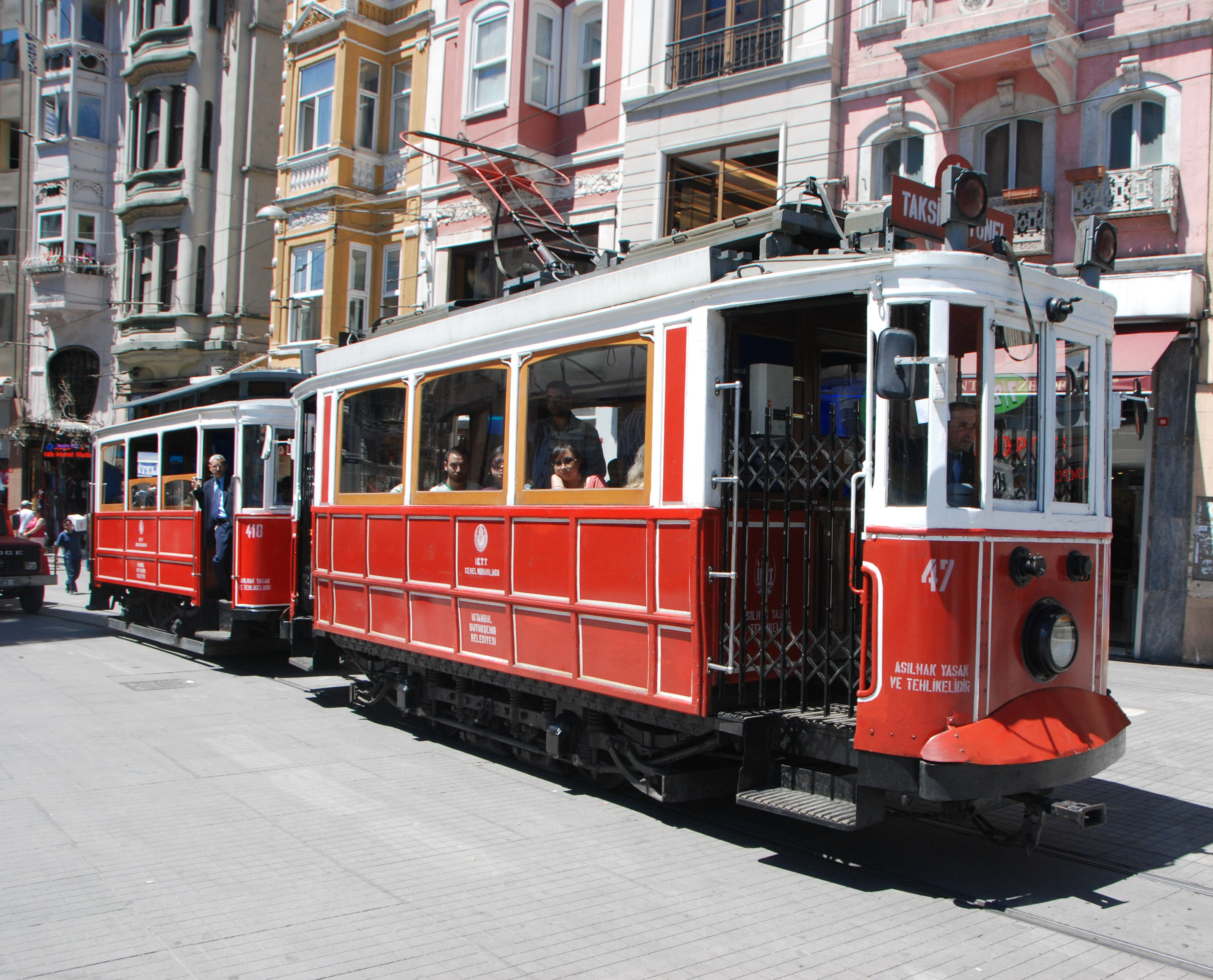
Tram nostalgico in funzione su İstiklal Caddesi

Partendo dalla fine del primo decennio degli anni duemila, la chiusura di diversi negozi storici, la gentrificazione del quartiere, lo sventramento di diversi palazzi liberty, trasformati per lo più in centri commerciali, la crescente islamizzazione e il cambiamento dei flussi turistici (negli ultimi anni la maggior parte dei visitatori proviene dai paesi arabi) hanno in parte snaturato il carattere della strada.
Negli ultimi anni la strada è stata oggetto di due attentati che hanno scosso la città: nel 2016, che ha causato 4 morti e diversi feriti e nel 2022 con 6 morti e 81 feriti. 

İstiklal è anche divenuta la sede di ogni manifestazione di protesta, scioperi e parate in città.